# FM 2-22.3 Opérations de collecte de renseignement humain
 (septembre 2021).

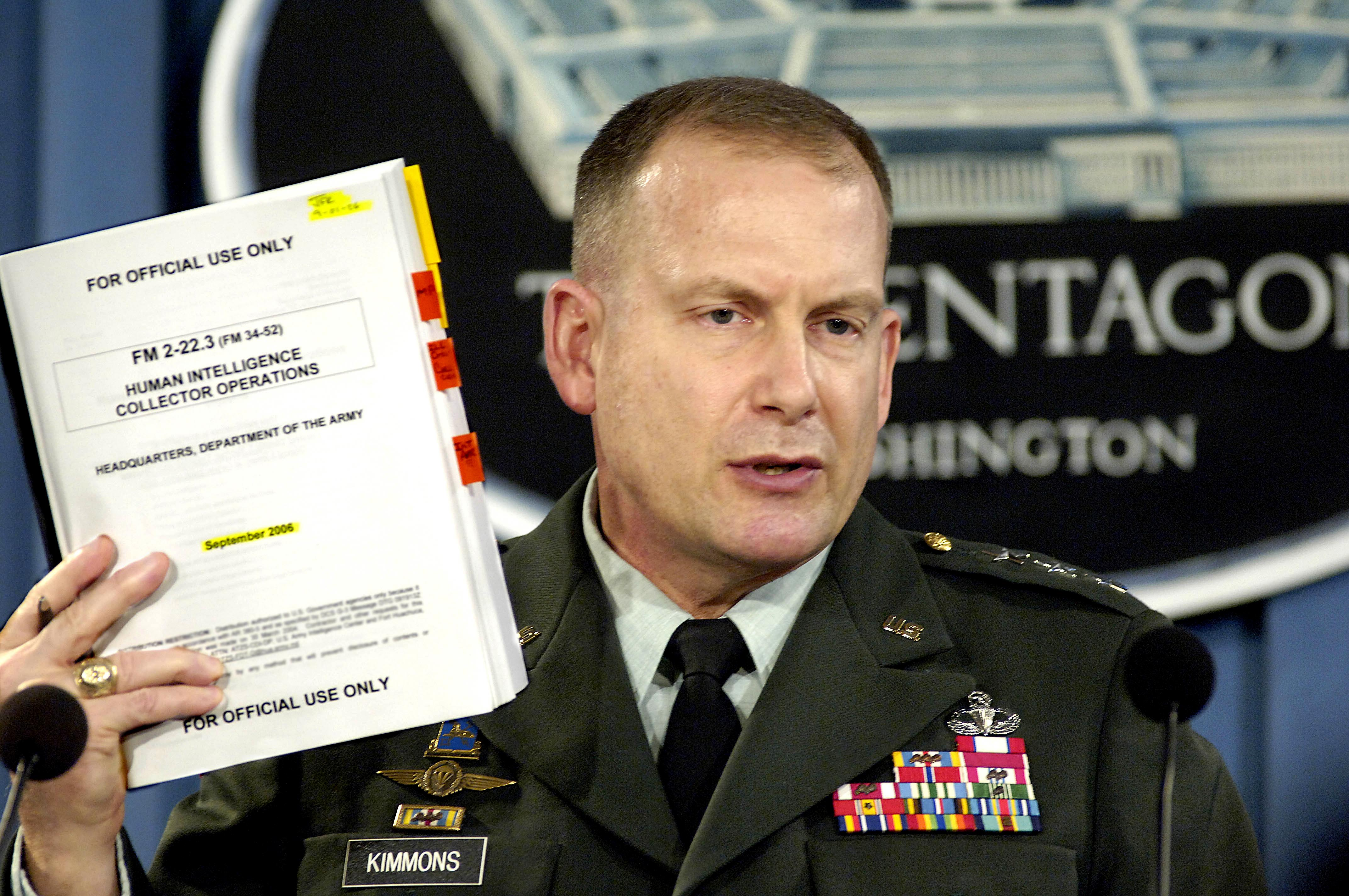
Le sous-chef d'état-major adjoint du renseignement de l'armée, le lieutenant-général John Kimmons, présente le manuel le 6 juin 2006,.

Le Manuel de campagne de l'Armée 2 22.3, ou FM 2-22.3, Opérations de collecte de renseignements humains (Human Intelligence Collector Operations), est un manuel de terrain de l'US Army publié par le Département de l'armée américaine le 6 septembre 2006. Ce livre donne des instructions sur une série de points, tels que la structure, la planification et la gestion des opérations de renseignement humain, le débriefing des soldats et l'analyse des relations connues et des données cartographiques. La section la plus importante et la plus attendue du document détaille les procédures de filtrage et d'interrogatoire des prisonniers de guerre et des combattants illégaux.

## Problèmes politiques
La rédaction du manuel reflétait les préoccupations concernant l'amélioration des techniques d'interrogatoire et/ou de la torture, telles que la simulation de noyade, faisant suite à une note de service de John Yoo  en 2003, qui déterminait que les ordres du président américain en temps de guerre avaient outrepassé les accords internationaux contre la torture. La révision de la précédente version du manuel (FM 34-52) a suivi l'adoption d'une loi en 2005, appuyée par le sénateur John McCain, qui a fait que les techniques d'interrogatoire non incluses dans le manuel étaient considérées comme illégales pour l'armée américaine, mais pas pour la CIA,. Par conséquent, la publication du manuel interdisait au personnel de l'armée de recourir à des méthodes telles que les simulacres d'exécutions, l'humiliation sexuelle, l'utilisation de la cagoule ou le "waterboarding". Le 8 mars 2008, le président George W. Bush opposa son veto à un projet de loi, soutenu par les démocrates et combattu par John McCain, qui aurait obligé la CIA à n'utiliser que les techniques du manuel.
Les différends pendant la préparation du manuel portaient principalement sur la question de savoir si la section sur les techniques d'interrogatoire devait rester classifiée et si l'interdiction des conventions de Genève portant sur les "traitements humiliants et dégradants" devait être supprimée.
Le décret exécutif 13491, promulgué par Barack Obama le 22 janvier 2009 (deux jours après son investiture) révoquait le décret exécutif 13440 du 20 juillet 2007. Il a contraint la CIA et d'autres agences de procéder aux interrogatoires « strictement en accord avec les principes, les processus, les conditions et les limites prescrits par le [Manuel de campagne de l'Armée 2 22.3] ». Les personnes associées au gouvernement américain ont été informées qu'elles pouvaient se fier au manuel, mais ne pouvaient se fier à "aucune interprétation de la loi régissant les interrogatoires - y compris les interprétations des lois pénales fédérales, la Convention contre la torture, l'article 3 commun, le manuel de campagne de l'armée. 2 22.3, et son document précédent (FM 34-52), publié par le ministère de la Justice entre le 11 septembre 2001 et le 20 janvier 2009. " Cet ordre contraint la CIA et tous les autres membres du personnel américain aux mêmes règles que les militaires utilisent lors des interrogatoires. Newsweek a décrit l'impact de ceci et de trois autres décrets exécutifs émis peu de temps après l'investiture d'Obama comme "La fin de la torture", appelant la décision d'Obama de restreindre la CIA au Army Field Manual "sa décision la plus ambitieuse et potentiellement controversée" parmi celles-ci, et le sujet d'un débat interne parmi les conseillers d'Obama. D'autres ont exprimé des doutes sur cette décision, arguant que six mois plus tard, une commission inter-institutions, dirigée par le procureur général des États-Unis, pourrait recommander des "orientations supplémentaires ou différentes" pour les agences non militaires telles que la CIA. Le Center for Constitutional Rights, un groupe qui représente les détenus, a qualifié la commission de « trappe d'évacuation » pour le retour aux pratiques antérieures,. Le Wall Street Journal a qualifié cela d'« exception Jack Bauer », affirmant qu'Obama dessinait une ligne là où il n'y en avait pas vraiment, citant que les responsables de Bush avaient déclaré qu'ils n'avaient utilisé le waterboarding que contre trois hauts responsables d'Al-Qaïda en 2003, et disant que le véritable effet était que les interrogateurs de la CIA achetaient une assurance juridique.

## Méthodes d'interrogatoire
Le manuel liste et autorise dix-neuf techniques d'interrogation, décrites dans le chapitre 8 du manuel comme « techniques d'approche » pour aider à établir un rapport, ce sont :
- Approche directe. Les questions pertinentes sont posées directement "tant que la source y répond de manière véridique". Dans presque toutes les collectes HUMINT, c'est la première approche utilisée, et une approche alternative est choisie une fois que la source refuse de répondre, évite de répondre ou répond faussement.
- Approche incitative. Une récompense réelle ou émotionnelle est donnée, ou un stimulus négatif réel ou perçu est supprimé, dans les limites de ce qui peut être délivré et de ce qui est autorisé par le droit national et international.
- Approche émotionnelle ajoute une partie émotionnelle à la réponse en complément de l'approche incitative. Cela peut être :
  - Amour. "La sincérité et la conviction sont essentielles" pour que l'intervieweur soit persuasif. "Par exemple, si la source coopère, il pourra voir sa famille plus tôt, mettre fin à la guerre, protéger ses camarades, aider son pays, aider son groupe ethnique".
  - Haine. L'interrogateur persuade la source que la coopération nuira à ses ennemis. Le manuel interdit à celui qui pose la question de promettre qu'une unité se verra refuser la possibilité de se rendre ou qu'elle sera maltraitée.
  - Augmentation de la peur. "Celui qui procède à l'interrogatoire doit être extrêmement prudent afin de ne pas menacer ou contraindre une source", mais peut s'appuyer sur des craintes justifiables telles que la menace de mort du prisonnier pour avoir coopéré s'il n'est pas protégé. Il peut aussi s'appuyer sur des craintes spécifiques telles que ce type de question "Vous savez ce qui peut vous arriver ici ?"
  - Baisse de la peur. Un sujet craintif est rassuré « par des actions verbales et physiques » pour le calmer et lui faire considérer l'interrogateur comme un « protecteur ».
  - Flatter la fierté et l'ego. Le sujet est « flatté de fournir certaines informations afin de gagner du crédit et de renforcer son ego » en utilisant un « ton de voix quelque peu émerveillé ». Le sujet pourrait être complimenté pour une opération bien faite ou être persuadé de commencer à parler d'un aspect de son travail dans lequel il est qualifié.
  - Porter atteinte à la fierté et l'ego. L'interrogateur attaque la « loyauté, l'intelligence, les capacités, les qualités de leadership, l'apparence négligente ou toute autre faiblesse perçue du sujet ». Si le sujet tente de se défendre, il peut fournir des informations utiles. Cela ne doit pas "franchir la ligne menant à un traitement humiliant et dégradant du détenu", et le manuel recommande que le "niveau d'expérience" et les actions prévues des subordonnés soient pris en considération avant qu'un plan d'interrogatoire soit approuvé en utilisant cette méthode.
  - Futilité émotionnelle. L'interrogateur utilise des informations factuelles pour tenter de convaincre la source que la résistance est futile. Cette approche doit généralement être combinée avec une autre, comme l'approche de l'amour, pour être efficace.
- Plusieurs autres approches sont considérées comme nécessitant beaucoup de temps et de ressources, et comme plus adaptées aux détenus.
  - Nous savons tout. L'interrogateur "convainc subtilement la source que son interrogatoire est superficiel car toute information dont la source dispose est déjà connue" en fournissant des informations détaillées et en précisant quand la source hésite. L'approche nécessite que l'interrogateur dispose déjà d'une grande quantité d'informations et en ait enregistré une grande partie.
  - Fichier et dossier. L'interrogateur se prépare avec un gros dossier (rembourré avec du papier si nécessaire) indexé avec des onglets pour "éducation, emploi, casier judiciaire, service militaire, et autres" et procède comme dans l'approche "Nous savons tous".
  - Établissement de l'identité. Le sujet est informé qu'il a été "identifié comme un individu tristement célèbre recherché par des autorités supérieures pour des accusations graves". Dans un effort sincère pour corriger cette erreur, contre les dénégations persistantes de l'interrogateur, il peut fournir des pistes pour un développement ultérieur.
  - Répétition. L'interrogateur "écoute attentivement la réponse d'une source à une question, puis répète la question et répond plusieurs fois. Il le fait avec chaque question suivante jusqu'à ce que la source s'ennuie à fond avec la procédure, il répond aux questions de manière complète et franche".
  - Feu roulant. Un, deux ou plusieurs interrogateurs "posent une série de questions de manière que la source n'ait pas le temps de répondre complètement à une question avant que la suivante ne soit posée. Cela confond la source et il aura tendance à se contredire car il a peu de temps pour formuler ses réponses. " La source peut alors être persuadée d'expliquer les incohérences.
  - Silence. L'interrogateur "ne dit rien à la source, mais le regarde droit dans les yeux, de préférence avec un léger sourire sur le visage … [il oblige la source à] rompre le contact visuel en premier. La source peut devenir nerveuse, commencer à se déplacer sa chaise, croiser et recroiser les jambes et détourner le regard. Il peut poser des questions … "Après beaucoup de temps, l'interrogateur pose des questions telles que "Vous avez planifié cette opération pendant longtemps, n'est-ce pas ?"
  - Changement de décor. Lorsqu'elle est sortie de l'environnement formel, « la source peut ressentir le sentiment de laisser l'interrogatoire derrière elle ». L'interrogateur oriente la conversation vers le sujet d'intérêt, et "la source ne réalisera peut-être jamais qu'il est toujours interrogé".
- Deux autres techniques nécessitent l'approbation d'un officier chargé de l'interrogatoire :
  - Bon flic, mauvais flic. Deux interrogateurs « acteurs convaincants » sont choisis. Le premier peut "par exemple, être très strict et ordonner à la source de suivre toutes les courtoisies militaires lors des interrogatoires. Bien qu'il exprime une attitude insensible, l'interrogateur veille à ne pas menacer ou contraindre la source". Le second gronde le premier, peut offrir à la source une boisson ou une cigarette, et essaie de persuader la source qu'ils "partagent un haut degré d'intelligence et de sensibilité". Cependant, il est très occupé et "ne peut pas se permettre de perdre du temps sur une source non coopérative. Il peut largement laisser entendre que le premier collectionneur HUMINT pourrait revenir …"
  - Fausse bannière. Le but est de « convaincre le détenu que des individus d'un pays autre que les États-Unis l'interrogent et de l'inciter à coopérer avec les forces américaines ». Il peut être « efficacement orchestré avec l'approche baisse de la peur et flatter l'ego ».
- La technique finale, la séparation, est détaillée de façon beaucoup plus longue que les autres dans l'annexe M du manuel. Elle "ne peut pas être employé sur des détenus couverts par la Convention de Genève relative au traitement des prisonniers de guerre, principalement des prisonniers de guerre ennemis". Il doit être approuvé par le commandement du COCOM pour une utilisation sur le théâtre et chaque cas utilisation spécifique doit être approuvé par "le premier officier général/officier signaleur (GO/FO) dans la chaîne de commandement d'un interrogateur" après l'approbation du plan d'interrogatoire par le superviseur du service de SJA (Juge-avocat adjoint). Les prolongations des délais initiaux doivent être approuvées par le SJA de permanence. "Le but de la séparation est de priver le détenu de la possibilité de communiquer avec d'autres détenus afin de l'empêcher d'apprendre les techniques de résistance" L'approche peut être combinée avec des approches Futilité, Incitation ou Peur. La séparation "ne doit pas empêcher le détenu de dormir quatre heures en continu toutes les 24 heures". Les deux formes de séparation sont:
  - Séparation physique, qui empêche le détenu de communiquer. La limite est de trente jours et nécessite l'approbation d'un officier de rang O-6 ou plus.
  - Suppression des sens. « Prolongez le choc de la capture » en utilisant « des lunettes ou des bandeaux et des cache-oreilles » pour empêcher le détenu de communiquer jusqu'à douze heures, plus le temps que ceux-ci sont utilisés « à des fins de sécurité pendant le transit et l'évacuation ». "L'utilisation de cagoules (sacs) sur la tête, ou de ruban adhésif ou de ruban adhésif sur les yeux" est interdite. Le manuel stipule que la technique ne doit pas équivaloir à une privation sensorielle, une pratique nocive connue[16]. Khalid Shaikh Mohammed a décrit la désorientation due à l'utilisation de lunettes et de cache-oreilles en 2007[17]